# Trolejbusy w Genewie

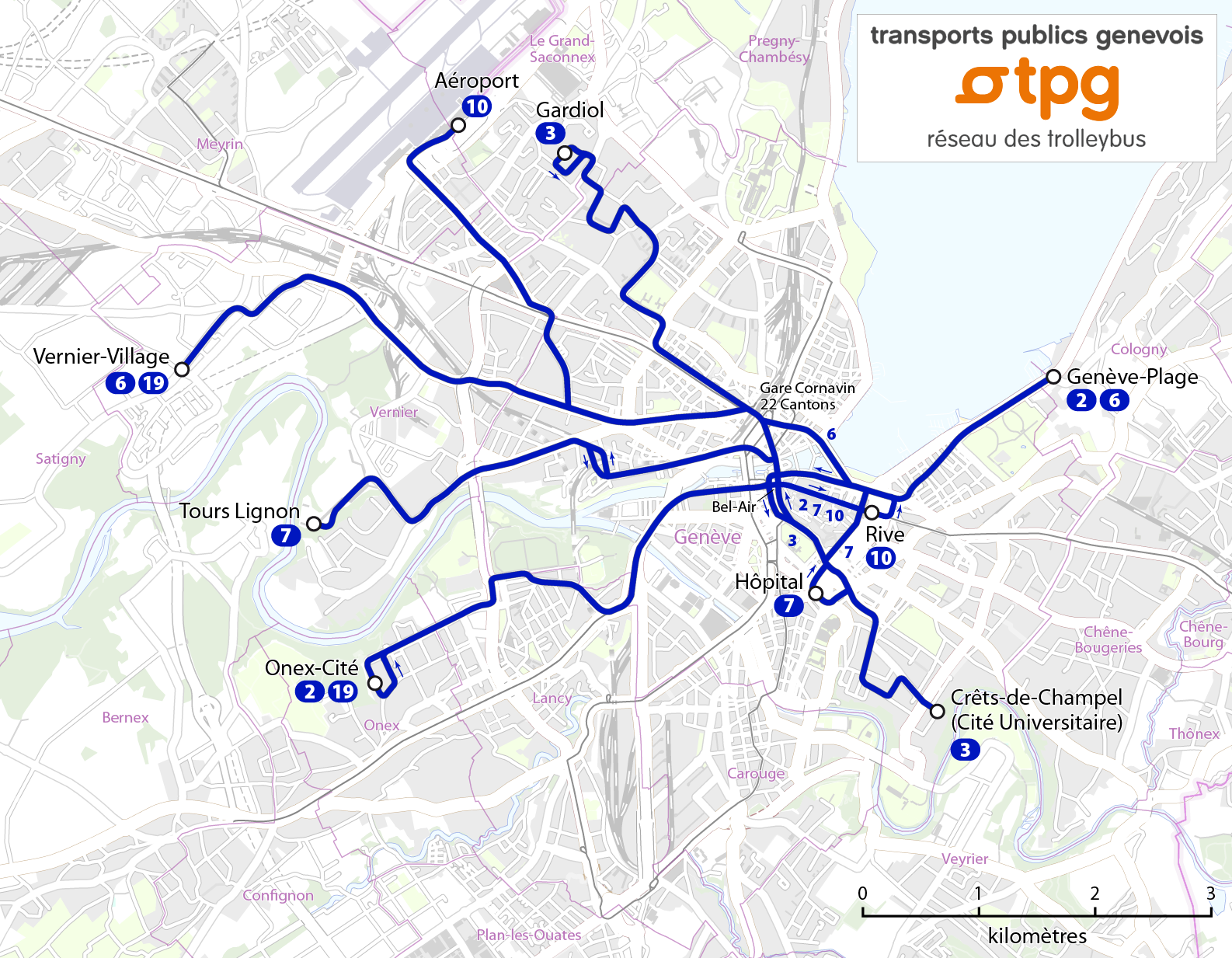

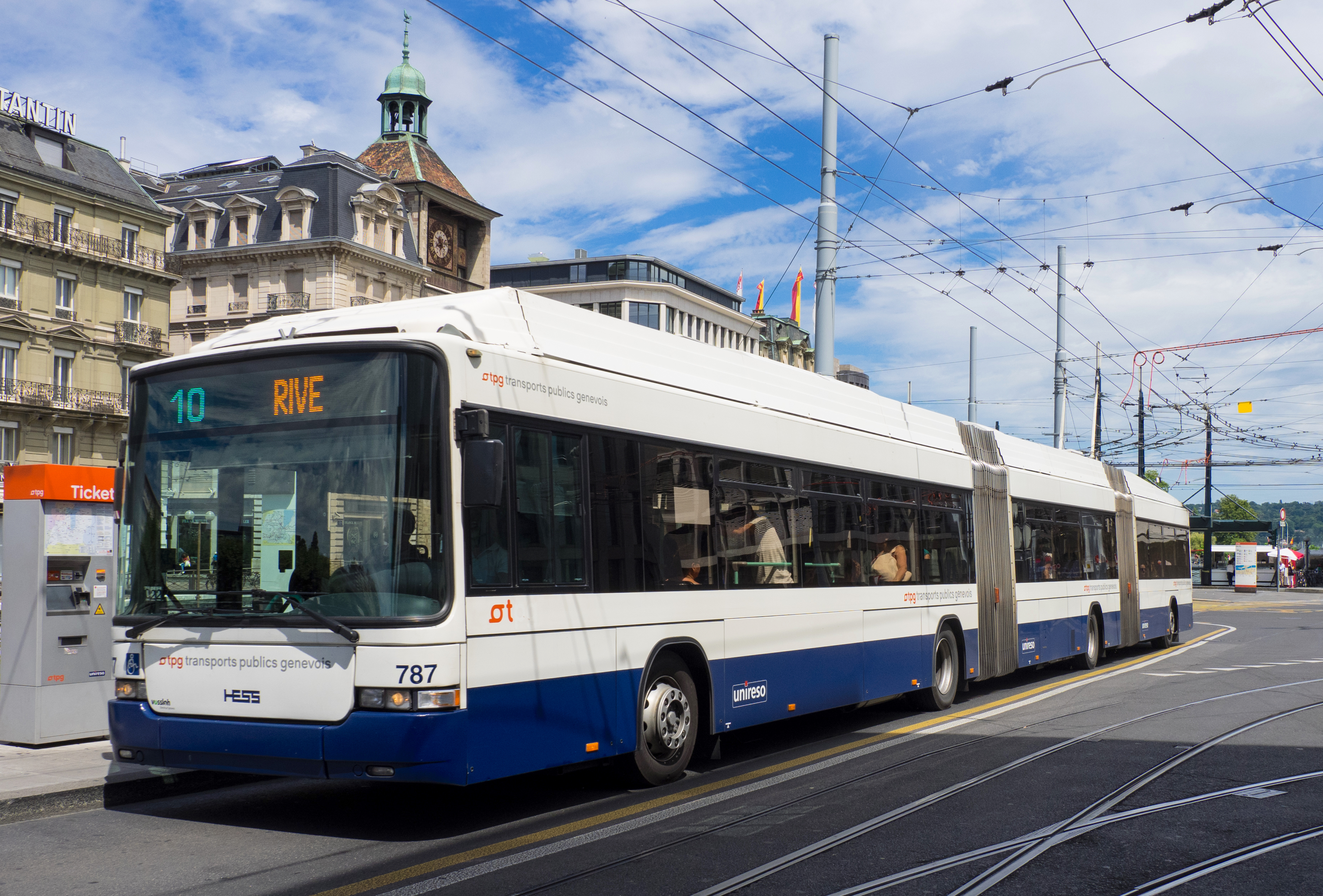
Trolejbus Hess BGGT-N2C nr 787

Trolejbusy w Genewie − system komunikacji trolejbusowej działający w szwajcarskim mieście Genewa.

## Historia
Pierwszą linię trolejbusową uruchomiono 11 września 1942 na trasie Champel − Petit Saconnex, zastępując linię tramwajową. W kolejnych latach likwidowano kolejne linie tramwajowe zastępując je liniami trolejbusowymi:
- w 1950 linia nr 4
- w 1959 linia nr 6
- w 1961 linia nr 2

Zlikwidowano także dwie linia autobusowe i zastąpiono liniami trolejbusowymi:
- w 1950 linia nr 7 do Aire
- w 1959 linia 33 do Cointron

W 1971 zamknięto linię nr 4. 25 września 1989 połączono linie nr 5 i 6. Wówczas to połączone linie 5 i 6 niektórymi kursami obsługiwały także autobusy. Od 24 czerwca 2001 linia 6 jest już obsługiwana wyłącznie przez trolejbusy.

## Linie
Obecnie w Genewie istnieje 6 linii trolejbusowych:
- 2: Bernex-Saule – Onex – Jonction – Bel-Air – Rive – Genève-Plage
- 3: Crêts-de-Champel – Bel-Air – Gare Cornavin – Servette – Gardiol
- 6: Genève-Plage – Pl. Eaux-Vives/Rive – Gare Cornavin – Charmilles – Vernier-Village
- 7: Tours Lignon – St-Jean – Bel-Air – Rive - Hôpital
- 10: Onex-Cité – Jonction – Bel-Air – Gare Cornavin – Servette – Aéroport
- 19: Bernex-Saule – Onex – Jonction – Bel-Air – 22-Cantons (Gare Cornavin) – Charmilles – Vernier-Village

## Tabor
W 1942 zakupiono 11 trolejbusów. W latach 1950−1951 otrzymano 15 nowych trolejbusów. Kolejne trolejbusy zakupiono w latach 1958−1960 w liczbie 18 trolejbusów nowych i 21 używanych. W 1962 zakupiono ostatnie 12 trolejbusów 12 m. W 1965 wprowadzono do eksploatacji pierwsze trolejbusy przegubowe w liczbie 21 sztuk. W 1966 posiadano 99 trolejbusów. W 1968 część trolejbusów sprzedano do La Chaux-de-Fonds. W 1975 kilka starszych trolejbusów zastąpiły nowe przegubowe. W kolejnych latach zakupiono następujące ilości trolejbusów:
- w 1975 18 trolejbusów
- w latach 1982−1983 24 trolejbusy
- w latach 1987−1988 20 trolejbusy

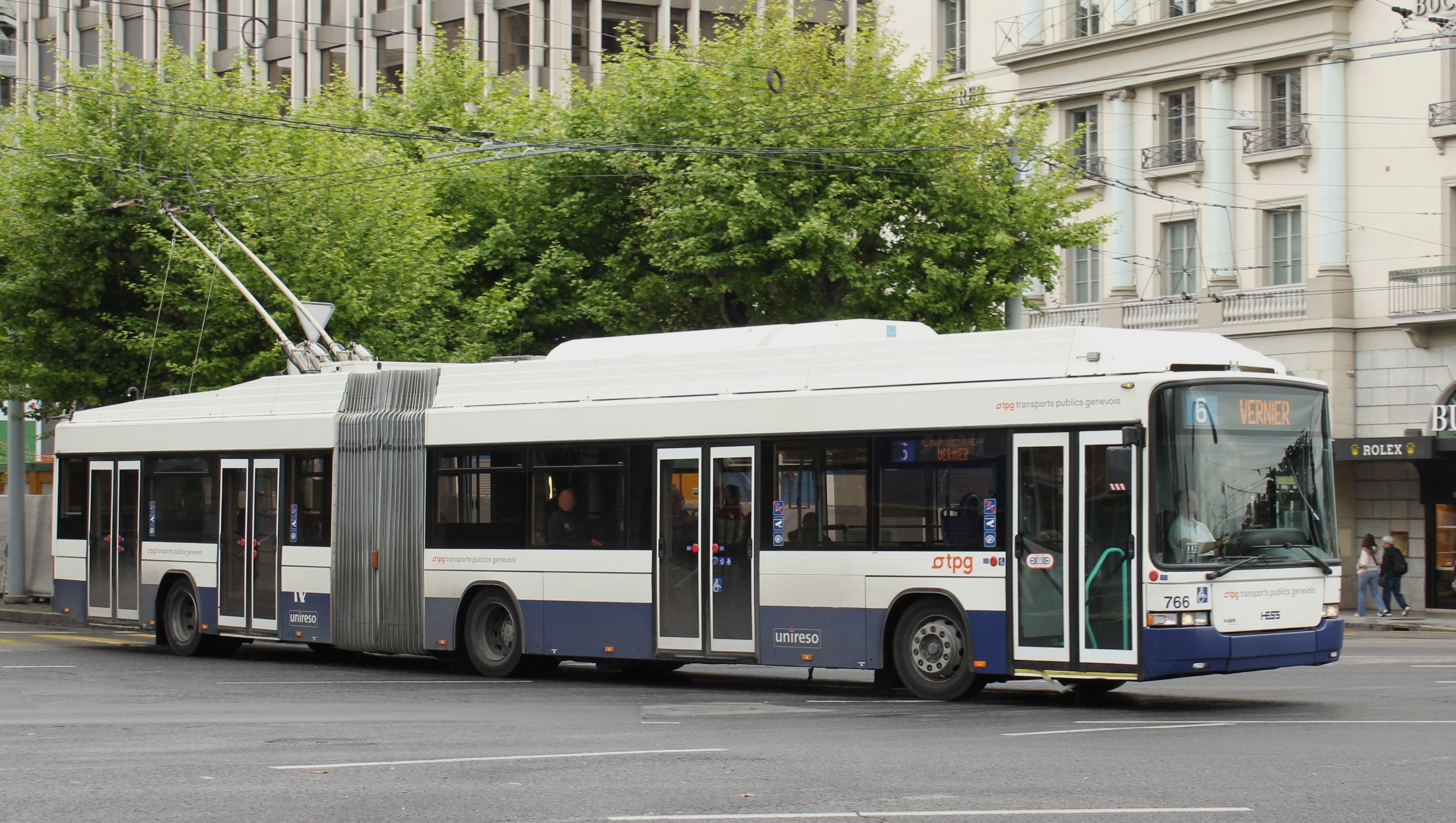
Trolejbus Hess BGT-N2C nr 766

Kolejne nowe przegubowe trolejbusy do Genewy dotarły w 1993. W sumie dotarło 13 trolejbusów, które zastąpiły starsze trolejbusy przegubowe z 1965. Wycofane trolejbusy sprzedano do Valparaíso. W 2006 zakupiono 48 nowych trolejbusów z czego 10 to trolejbusy 3 członowe. Obecnie tabor składa się z 92 trolejbusów:
- Saurer/Hess/SAAS (produkcja 1982−1983) - 12 trolejbusów
- NAW/Hess,Lb,R&J/SAAS (produkcja 1987−1988) - 18 trolejbusów
- NAW/Hess/ABB (produkcja 1993) - 12 trolejbusów
- Hess-Umbau aus 709 (produkcja 2004) - 1 trolejbus
- Hess/Vossloh-Kiepe (produkcja 2005) - 38 trolejbusów
- Hess BGGT-N2C (Hess/Vossloh-Kiepe DGT) (produkcja 2005−2006) - 10 trolejbusów